# Courtenay (ród)

Herb rodziny de Courtenay

de Courtenay – średniowieczna dynastia francuska wywodząca się od Atona, pierwszego pana Courtenay w dzisiejszym departamencie Loiret, który był prawdopodobnie potomkiem hrabiów Sens i samego króla Faramunda (założyciela francuskiej monarchii w 420 roku) pierwszego monarchę merowińskiego, pierwszego legendarnego króla Franków. 

## Początki rodu
Ród Courtenay został w XII wieku podzielony na dwie gałęzie. Starsza dalej rządziła Courtenay, ale wygasła około 1150 razem ze śmiercią Renalda de Courtenay. Tuż przed tym wydarzeniem część członków rodu udała się do Anglii i tam otrzymała baronostwo Okehampton, a następnie w 1293 odziedziczyła tytuł earlów Devon po rodzinie Redvers (dokładnie Baldwinie de Redvers). Tytuł został następnie odtworzony dla Hugona de Courtenay, siostrzeńca Hugona Despensera Starszego. Obecnie głową rodziny jest Hugon Courtenay, 18. earl Devon.
Młodsza gałąź rodu de Courtenay uczestniczyła w krucjatach i rządziła hrabstwem Edessy – wygasła około 1200.

## Linia boczna Kapetyngów
Francuskie dobra rodu zostały odziedziczone przez Piotra Francuskiego, syna króla Ludwika VI Grubego, kiedy ożenił się on z dziedziczką Elżbietą. Od tej pory rozpoczęła się kapetyńska gałąź rodu de Courtenay, która poprzez kolejne małżeństwa otrzymała Hrabstwo Namur i Cesarstwo Łacińskie. Ostatni męski potomek tego rodu – Karol Roger popełnił samobójstwo w 1730, ale jego siostra – Helena poślubiła markiza de Bauffremont i jej potomkowie przybrali wątpliwy tytuł książąt de Courtenay, który noszą do dzisiejszego dnia.  

## Genealogia rodu Courtenay
- Aton
  - Joscelin I z Courtenay ∞ Hilegarda z Gatinais (siostra Godfryda III Brodatego), potem Elżbieta de Montlhéry (córka Gwidona I de Montlhéry)
    - Hodierna ∞ Godfryd II, hrabia Joigny
    - Miles z Courtenay ∞ Ermengarda de Nevers
      - Wilhelm z Courtenay
      - Joscelin
      - Renaud ∞ Helena de Donjon
        - Robert z Okehampton ∞ Maria de Redvers (córka Wilhelma de Redvers, 5. earla Devon
          - Jan
            - Hugo
              - Hugo, 9. earl Devon
                - (kolejni earlowie Devon)

        - Elżbieta ∞ Piotr Francuski (syn Ludwika VI Grubego
          - (kapetyńska gałąź rodu de Courtenay)

    - Joscelin I, hrabia Edessy ∞ Beatrice (córka Konstantyna I z Armenii), potem Maria z Salerno (siostra Roger z Salerno)
      - Joscelin II, hrabia Edessy ∞ Beatrice
        - Joscelin III, hrabia Edessy ∞ Alicja de Milly
          - Beatrice ∞ Otto z Henneburgz
          - Agnieszka ∞ Wilhelm de La Mandelie

        - Agnieszka z Courtenay ∞ Renald z Marash, potem Amalryk I, król Jerozolimy, potem Hugon z Ibelinu, potem Renald z Sydonu
        - Izabella z Courtenay ∞ Toros II, książę Armenii

    - Godfryd Chapalu

## Genealogia kapetyńskiej gałęzi rodu Courtenay
- Elżbieta ∞ Piotr Francuski
  - Piotr II  1. ∞ Agnieszka I de Nevers  2.OO Jolanta Flandryjska
    - 1. Matylda, hrabina Nevers, Auxerre i Tonerre ∞ Hervé IV de Donzy, potem Guigues IV de Forez
    - 2. Filip, markiz Namur
    - 2. Robert I, cesarz łaciński
    - 2. Henryk, markiz Namur
    - 2. Baldwin II, cesarz łaciński ∞ Maria de Brienne
      - Filip I ∞ Beatrice Andegaweńska
        - Katarzyna I ∞ Karol de Valois

    - 2. Małgorzata, markiza Namur ∞ Raul d'Issoudun, potem Henryk de Vianden
    - 2. Elżbieta ∞ Walter de Bar, potem Eudes de Montagu
    - 2. Jolanta ∞ Andrzej II, król Węgier
    - 2. Eleonora ∞ Filip de Montfort, lord Tyru
    - 2. Maria ∞ Teodor I Laskaris, cesarz Nicei
    - 2. Agnieszka ∞ Gotfryd II Villehardouin, książę Achai

  - Alicja ∞ Guillaume de Joigny, potem Aymar Taillefer
  - Eustachia ∞ Wilhelm de Brienne, pan Ramerupt, potem Wilhelm I de Champlitte, książę Achai, potem Wilhelm I de Sancerre
  - Klemencja ∞ Gwidon VI, wicehrabia Thouars
  - Robert, pan Champignelles-en-Puisaye  1. ∞ Konstancja de Toucy  2. ∞ Matylda de Mehun-sur-Yevre
    - 1. Klemencja ∞ Jan II du Donjon
    - 1. Agnieszka ∞ Raul du Fresne
    - 2. Blanka ∞ Ludwik I de Sancerre
    - 2. Piotr, pan Conches et de Mehun ∞ Perenelle de Joigny
      - Amicie ∞ Robert II d’Artois

    - 2. Izabela ∞ Renaud II de Montfaucon, potem Jan I Burgundzki, hrabia Châlon
    - 2. Filip, pan Champignelles
    - 2. Raul, pan Illiers en Auxerrois, hrabia Chieti ∞ Alix de Montfort, hrabina Bigorre
      - Matylda ∞ Filip de Dampierre, hrabia Teano

    - 2. Robert, biskup Orleanu
    - 2. Jan, arcybiskup Reims
    - 2. Wilhelm, pan Champignelles  1. ∞ Małgorzata de Bourgogne-Auxonne   2. ∞ Agnieszka de Toucy
      - 1. Robert, arcybiskup Reims
      - 1. Izabela ∞ Wilhelm de Dampierre, pan Bessay
      - 1. Małgorzata ∞ Raul d’Estrées, potem Renaud de Trie
      - 1. Piotr
      - 2. Jan I, pan Champignelles ∞ Joanna de Sancerre
        - Jan II, pan Champignelles ∞ Małgorzata de Saint-Verain
          - Alicja ∞ Erard de Thianges
          - Jan III, pan Champignelles ∞ Małgorzata Thianges
          - Piotr II, pan Champignelles ∞ Agnieszka de Mehun
            - Piotr III, pan Champignelles ∞ Joanna de Châtillon-sur-Loing
              - Jan IV  1. ∞ Izabela de Châtillon-sur-Marne  2. ∞ Małgorzata de Longval

            - Maria ∞ Wilhelm de la Grange
            - Agnieszka ∞ Hugon d'Autry, potem Jan de Saint-Julien
            - Jan I, pan Bleneau ∞ Katarzyna Catherine de l'Hôpital
              - Jan II, pan Bleneau ∞ Małgorzata de Boucard
                - Małgorzata
                - Ludwika ∞ Klaudiusz de Chamigny
                - Antonina ∞ Jan de Longeau
                - Jan III, pan Bleneau  1. ∞ Katarzyna Catherine de Boulainvilliers  2. ∞ Magdalena de Plancy
                  - 2. Franciszek I, pan Bléneau  1. ∞ Małgorzata de La Barre  2. ∞ Edmée de Quinquet
                    - 1. Franciszka ∞ Antoni de Linières
                    - 1. Małgorzata
                    - 2. Zuzanna ∞ Joachim de Chastenay
                    - 2. Gaspard, pan Bléneau  1. ∞ Edmée du Chesnay  2. ∞ Ludwika Orleańska
                      - 1. Joanna
                      - 1. Franciszek II
                      - 1. Edmé, pan Bléneau ∞ Katarzyna du Sart-de-Thury
                        - Izabela Andżelika
                        - Gaspard II, pan Bléneau ∞ Magdalena de Châtillon

                      - 1. Edmée
                      - 1. Klaudia ∞ Antoni de Brenne
                      - 1. Gasparda ∞ Klaudiusz de Bigny, Jacek de Bossu, Paweł de Thianges

                    - 2. Odet, pan Parc-Viel
                    - 2. Magdalena ∞ Jacek de Lenfernat
                    - 2. Karol
                    - 2. Jan, pan Salles i Coudray ∞ Magdalena de Preuilly
                      - Jacek
                      - Magdalena ∞ Andrian de Gentils
                      - Joanna

                    - 2. Maria Elżbieta ∞ Franciszek de Loron

                  - 2. Filip
                  - 2. Edmé, pan Villars ∞ Wendelina de Nicey
                  - 2. Jan, kawaler maltański
                  - 2. Antonina ∞ Franciszek de Monceau

              - Wilhelm, pan de Coquetaine-en-Brie ∞ Antonina des Marquets
              - Piotr, pan la Ferté-Loupière
                - Hektor, pan la Ferté-Loupière ∞ Klaudia Claude d'Ancienville
                  - René, pan la Ferté-Loupière ∞ Anna de la Magdeleine
                  - Filip, pan la Villeneuve
                  - Joanna ∞ Filip de Saint-Phalle, potem Tite de Castelnau, potem Franciszek de Verneuil
                  - Barba ∞ Filip de Boisserans, potem Gilles de Coullon
                  - Maria ∞ Jan de Sailly
                  - Szarlota ∞ Jan des Marins, Julian de Condé, Mikołaj de la Croix

                - Jan, pan Chevillon ∞ Louette Le Chantier
                  - Jacek, pan Chevillon
                  - Marta ∞ Marek Edward de Giverlay
                  - Wilhelm, pan Chevillon ∞ Małgorzata Fretel
                    - Franciszek
                    - Jacek II, pan Chevillon
                    - René
                    - Jan II, pan de Chevillon
                      - Magdalena
                      - Amicie ∞ Jacek du Belloy
                      - Ludwik I, pan Chevillon ∞ Lukrecja Krystyna de Césy
                        - Gabriella Szarlota
                        - Ludwik Karol, pan Chevillon  1. ∞ Maria de Lameth  2.OO Maria Helena de Besançon
                          - 1. Ludwik Gaston
                          - 1. Karol Roger, pan Chevillon ∞ Maria Bretońska
                          - 2. Helena ∞ Ludwik Bénigne de Bauffremont

                        - Krystyna
                        - Lukrecja
                        - Roger
                        - Jan Armand

                      - Robert

                    - Katarzyna ∞ Edme de Chevry

                - Karol, pan Bontin
                - Edmée ∞ Wilhelm de Quinquet
                  - Edmée de Quinquet ∞ Franciszek I de Courtenay, pan Bléneau

                - Ludwik I, pan la Ville-au-Tartre ∞ Szarlota du Mesnil-Simon
                  - Barba ∞ Filip de Saint-Phale, potem Franciszek de Thianges
                  - Franciszek, pan Bontin ∞ Ludwika de Jaucourt
                    - Franciszka ∞ Gwidon de Bethune, pan Mareuil
                    - Anna ∞ Maximilien de Béthune de Sully

                  - Ludwik II, pan Bontin
                  - Joanna ∞ Franciszek de Rochefort

                - Piotr, pan Martroy
                - Edme, pan Frauville
                - Blanka ∞ Marek de Mathelan

              - Agnieszka ∞ Jan de Pierre-es-Champs
              - Piotr, pan Arrablay
              - Karol, pan Arrablay ∞ Joanna de Chéry
                - Franciszek, pan Arrablay ∞ Franciszka de Menipeny
                  - Gilberta ∞ Franciszek de Champigny

                - Joanna ∞ Jan de Guerchy

              - Izabela ∞ Jan des Fours
              - Katarzyna ∞ Szymon d'Ache, pan Serquigny

            - Anna

        - Filip, pan la Ferté-Loupière  1. ∞ Małgorzara d'Arrablay  2. ∞ Alicja Mannessier
          - 1. Małgorzata ∞ Raul de Senlis
          - 1. Joanna ∞ Gaucher de Bruillart
          - 2. Jan I, pan la Ferté-Loupière  1. ∞ Perrenelle de Manchecourt  2. ∞ Anna de Thianges
            - Jan II, pan la Ferté-Loupière
              - Joanna ∞ Gwidon de Gournay
              - Michalina ∞ Michał Bourdin

        - Małgorzata ∞ Robert de Châtillon en Bazois
        - Robert
        - Joanna
        - Wilhelm
        - Stefan
        - Piotr, pan Autry ∞ Małgorzata de la Louptière-sur-Toulon
          - Joanna ∞ Jan de Beaumont, pan Coudray
          - Izabela ∞ Wilhelm de Roigny, potem Henryk Eullet, potem Piotr de la Tour
          - Joanna

  - Wilhelm, pan Tanlay ∞ Adelina de Noyers, pani Tanlay
    - Filip
    - Izabela ∞ Aimon III, pan Charost
    - Konstancja ∞ Gasce de Poissy, potem Wilhelm de Breteuil
    - Robert I, pan Tanlay  1. ∞ Małgorzata de Mello  2. ∞ Małgorzata de Ravières
      - 1. Maria ∞ Wilhelm de Joinville
      - 1. Jan
      - 1. Joanna ∞ Piotr
      - 1. Alicja ∞ Milon de Tonerre
      - 1. Baldwin
      - 1. Jan I, pan Tanlay ∞ Małgorzata de Plancey 
        - Maria ∞ Gwidon de Montréal
        - Stefan, pan Tanerre ∞ Magdalena de Valéry
        - Filip, pan Ravières
        - Jan, opat w Quincey
        - Robert II, pan Tanlay ∞ Agnieszka de Saint-Yon
          - Agnieszka ∞ Robert de Rochefort
          - Filip
          - Wilhelm II, pan Tanlay ∞ Agnieszka de Mornay
            - Robert III, pan Tanlay ∞ Laura de Bordeaux
            - Jan II, pan Tanlay ∞ Odetta de Pleepape
            - Filip II, pan Tanlay ∞ Filiberta de Châteauneuf
              - Piotr
              - Aliksanta
              - Joanna ∞ Jan de Champigny, potem Hugon Postel, pan Ailly
              - Stefan, pan Ravières  1. ∞ Joanna de Marmeaux  2. ∞ Małgorzata de Thianges
                - Joanna, pani Tanlay  1. ∞ Wilhelm de Blaisy, potem Robert de Chaslus